# Ercsi kistérség

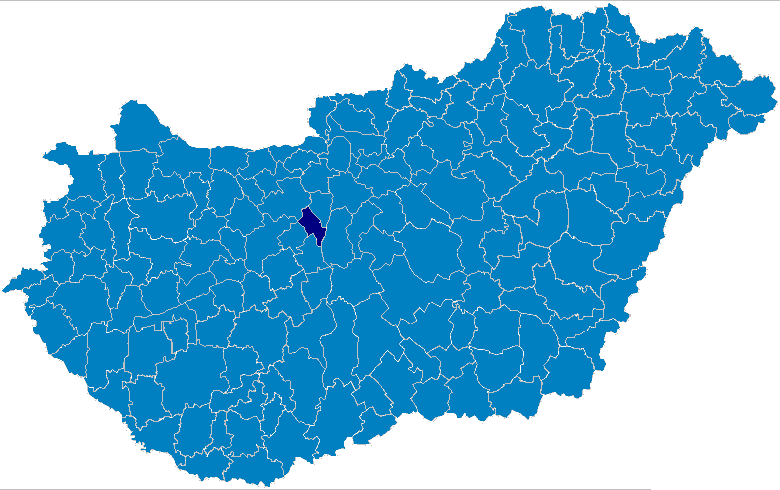
Az Ercsi kistérség

Az Ercsi kistérség kistérség Fejér megyében, központja: Ercsi.

## Települései
| Baracska | Ercsi | Gyúró | Martonvásár | Ráckeresztúr |
| Tordas   |       |       |             |              |

## Fekvése
A Duna vonalától Válig ér el. Északon Pest megye, délen az Adonyi kistérség, északnyugaton a Bicskei kistérség határolja.

## Története
2007-ben Kajászó az Ercsi kistérségből átkerült a Bicskei kistérségbe.

## Nevezetességei
Ercsi: Római katolikus templom
Ercsi: Petőfi szobor
Ercsi: Eötvös József Emlékmúzeum

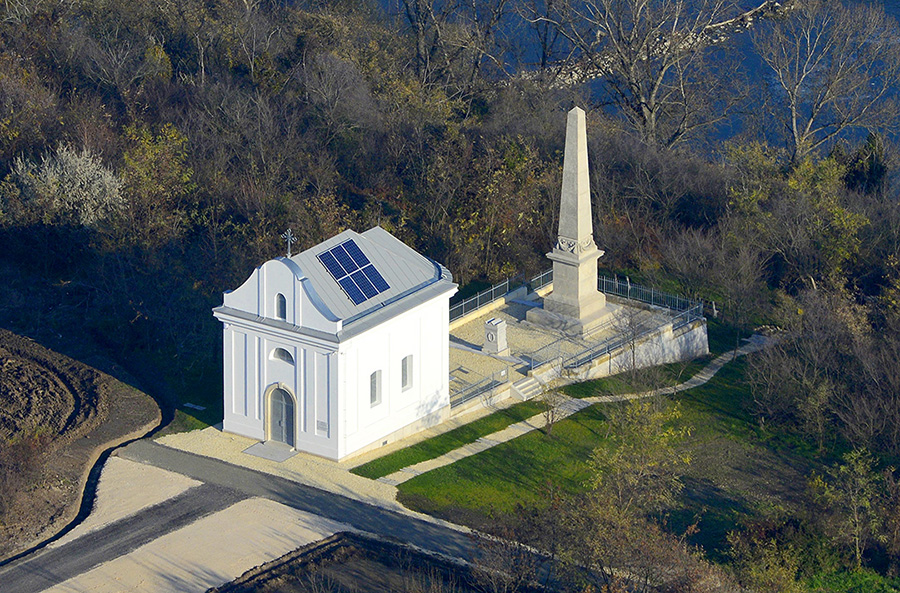
A megújult ercsi Eötvös-kápolna - légi fotó

Ercsi: Eötvös József kápolna és obeliszk
Ercsi: Nepomuki Szent János szobor
Martonvásár: Brunszvik-kastély
Martonvásár: Óvoda múzeum
Martonvásár: Beethoven múzeum
Baracska: Vörösmarty Mihály emlékműve
Baracska: Börtön
Tordas: Sajnovics-kastély
Gyúró: Római katolikus templom
Ráckeresztúr: Drogterápiás otthon